# Бичков Ігор Іванович
Ігор Іванович Бичков (19 квітня 1958, Чебоксари, СРСР — 8 червня 2009, Москва, Росія) — радянський футболіст і футбольний тренер, чемпіон світу серед молодіжних команд 1977 року. Майстер спорту СРСР.

## Клубна кар'єра
З 1962 проживав у Йошкар-Олі. Там же в 1968 почав займатися футболом під керівництвом тренерів Миколи Смоли та Анатолія Подойникова. У сімнадцять років дебютував у складі йошкар-олінської «Дружби», яка грала у другій лізі першості СРСР. 1976 року старший тренер «Дружби» Олександр Афонін вирушив на навчання до Вищої школи тренерів і в Москві порекомендував Бичкова тренеру юніорської збірної СРСР Сергію Мосягіну. Після чемпіонату світу 1977 року був призваний до ЦСКА. У складі армійців за два роки не закріпився, провівши лише 17 ігор. Однією з причин була часта зміна тренерів. Зокрема, Бичков користувався прихильністю Всеволода Боброва, а Олег Базилевич його у складі не бачив. В 1980 Бичков був рекомендований іншій армійській команді — смоленської «Іскрі», яка виступала в першій лізі. Бувши офіцером, він не зміг залишити армійські клуби, відмовивши зокрема московському «Локомотиву» та «Пахтакору». Кар'єру завершив у 1986 році.

## Виступи за збірні
У лютому 1977 року був запрошений до Ташкента на навчально-тренувальний збір команди СРСР, що складалася з гравців до 20 років. Незабаром був зарахований до складу збірної, яка мала взяти участь у чемпіонаті світу в Тунісі. Номінально Бичков був заявлений як нападник, хоч найчастіше діяв на позиції лівого півзахисника. У всіх п'яти матчах турніру він виходив у стартовому складі, три з них, у тому числі півфінал та фінал, відіграв без замін. У півфіналі проти збірної Уругваю своїми вмілими діями Бичков зумів нейтралізувати лідера суперників Віктора Діого та сам створив кілька небезпечних моментів. Радянська команда вийшла у фінал, перемігши в серії ударів із 11-метрової позначки. Так само вирішився результат вирішального матчу, де суперником радянської команди була збірна Мексики. Свою спробу у фінальному матчі Бичков реалізував, пробивши в лівий кут (хоча воротар встиг зреагувати, м'яч все ж таки влетів у ворота).
У складі збірної був єдиним представником другої ліги. Відразу ж після повернення команди в СРСР був призваний до ЦСКА.

## Після ігрової кар'єри
Після завершення професійного етапу ігрової кар'єри Бичков виступав на аматорському рівні за команду Західної групи військ. Повернувшись додому, він дізнався про загибель в автокатастрофі свого друга та партнера зі збірної Олександра Новікова, який на чемпіонаті світу був воротарем. Зважаючи на складне становище країни в 1990-і роки Ігорю Івановичу доводилося торгувати взуттям на ринку і працювати шофером. Пізніше він зумів повернутися у футбол і почав працювати у підмосковному клубі «Хімки», який на той момент змагався у нижчих дивізіонах першості Росії. Тренував молодіжний та основний склади. У вересні 1998 року залишив клуб через незадовільні результати. Незабаром лікарі виявили у нього невиліковне захворювання — розсіяний склероз. Бичков став інвалідом І групи. В останні роки життя працював консьєржем.
Помер 8 червня 2009 року після тривалої хвороби.

## Освіта
У 1977 році закінчив Йошкар-Олінський будівельний технікум, в 1986 — Смоленський інститут фізичної культури і спорту, в 1999 — Вищу школу тренерів (з відзнакою).

## Особисте життя
Був одружений. Після смерті дружини у нього залишився син.

## Пам'ять
18 листопада 2011 року в Музеї спортивної слави Марій Ел відкрито погруддя Ігоря Бичкова. Авторами є скульптори Анатолій Ширнін та Сергій Яндубаєв. Там же є персональна експозиція.